# India Abroad
India Abroad (Indien i utlandet) är en veckotidning som publiceras i New York. Tidningen koncentrerar sig på nyheter om indiska invandrare i Nordamerika. Varje år ger India Abroad ut ett pris för "India Abroad Person of the Year" (årets India Abroad personlighet).
India Abroad grundades av Gopal Raju 1970 och kallar sig själv den äldsta indiska tidningen i Nordamerika. Under Rajus redaktörskap blev tidningen känd för noggrann forskning och fina artiklar med ovanligt hög kvalitet.
Raju sålde India Abroad till Rediff.com i april 2001 och dog i New York 10 april 2008. Rediff.com fortsätter att publicera India Abroad.